# The Cure (pel·lícula de 1917)
The Cure és una pel·lícula estatunidenca dirigida per Charlie Chaplin, estrenada el 1917.

## Argument
Un alcohòlic arriba a una tranquil·la estació termal, encara trontollant, amb el bagul ple d'alcohols de totes les menes.

## Repartiment
- Charlie Chaplin: Alcohòlic
- Edna Purviance: La dona
- Eric Campbell: El gegant amb un peu enguixat
- John Rand: Personal de l'estació termal
- Albert Austin: Personal de l'estació termal
- Frank J Coleman: Director de l'estació termal
- James T. Kelley: Personal de l'estació termal
- Henry Bergman: El massatgista